# Иоганн фон Тифен
Иоганн фон Тифен (нем. Johann (Hans) von Tiefen; около 1440, Швейцария — 25 августа 1497, Львов) — 35-й великий магистр Тевтонского ордена с 1489 по 1497 год.

## Биография
Родился в Швейцарии. Его служба в Тевтонском ордене началась в замке Эльблонг, где он служил при великом госпитальере Генрихе Рёйссе фон Плауэне. В 1474 году Иоганн фон Тифен был назначен комтуром замка Мемель (Клайпеда). В 1476 году был назначен великим комтуром Тевтонского ордена. Представлял Тевтонский орден при дворах европейских монархов. В 1480 году Иоганн фон Тифен был назначен комтуром замка Бранденбург и великим госпитальером Тевтонского ордена.
В 1489 году после смерти великого магистра Мартина Трухзеса фон Ветцхаузена (1477—1489) великий госпитальер Иоганнф он Тифен был избран генеральным орденским капитулом новым великим магистром Тевтонского ордена. После своего избрания в должность великого магистра Иоганн фон Тифен вынужден был отправиться в Польшу. 18 ноября 1489 года новый великий магистр Иоганн фон Тифен принес в Радоме вассальную присягу на верность польскому королю Казимиру IV Ягеллончику (1447—1492).
В 1492 году новый польский король Ян I Ольбрахт (1492—1501) предложил переместить Тевтонский орден из Пруссии в Подолию для борьбы с турецко-татарской агрессией. Великий магистр Иоганн фон Тифен понимая, что это приведет к полной потере независимости Тевтонского ордена, и выступил против перемещения орденского государства в Подолию. Германский король и император Священной Римской империи Максимилиан I Габсбург (1486—1519) взял Тевтонский орден под свою защиту и пресёк планы польской дипломатии. Иоганн фон Тифен не спешил приносить ленную присягу новому польскому королю Яну Ольбрахту, которую дал только 29 мая 1493 года в Познани.
Летом 1497 года король Польши Ян I Ольбрахт предпринял военную кампанию против молдавского господаря Стефана Великого. Великий магистр Тевтонского ордена Иоганн фон Тифен, будучи вассалом польского короля, вынужден был принять участие в молдавском походе. Во главе вспомогательного орденского копуса (400 рыцарей) великий магистр Иоганн фон Тифен прибыл из Пруссии в Польшу, где соединился с коронной армией и принял участие в молдавском походе Яна Ольбрахта. При приближении к Днестру великий магистр Иоганн фон Тифен заболел и был отправлен во Львов, где 25 августа 1497 года скончался. Был похоронен в Кёнигсбергском кафедральном соборе.